# Stelis popayanensis
Stelis popayanensis är en orkidéart som beskrevs av Friedrich Carl Lehmann och Friedrich Fritz Wilhelm Ludwig Kraenzlin. Stelis popayanensis ingår i släktet Stelis och familjen orkidéer. Inga underarter finns listade i Catalogue of Life.